# Pseudomys gracilicaudatus
Pseudomys gracilicaudatus — вид гризунів родини мишевих (Muridae). Він зустрічається лише в Австралії, уздовж східного узбережжя від північного Квінсленда до Нового Південного Уельсу аж до Джервіс-Бей.

## Морфологічна характеристика
Це дрібний гризун з довжиною голови й тулуба від 100 до 145 мм, довжиною хвоста від 85 до 120 мм, довжиною лап від 25 до 29 мм, довжиною вуха від 15 до 18 мм і вагою до 115 грамів. Хутро щільне. Конституція компактна. Верх темно-коричнево-сірий. Черевні частини жовтуваті, основа волосків сіра. Руки і ноги сірувато-білі. Хвіст коротший від голови й тулуба, зверху темний, знизу світліший. На один сантиметр припадає 14 кілець лусочок.

## Поведінка
Це переважно нічний вид. Харчується насінням, грибами, стеблами трав і членистоногими.